# Шенк, Рокки
Рокки Шенк (англ. Rocky Schenck; род. 1960, Остин, Техас, США) — американский режиссёр видеоклипов, фотограф. Он работал с такими артистами, как Ник Кейв & Пи Джей Харви (клип «Henry Lee»), Сил & Джони Митчелл («How Do You Stop»), The Cramps («Bikini Girls with Machine Guns» и «Creature from the Black Leather Lagoon»), Alice in Chains («We Die Young», «Them Bones», «What the Hell Have I?» и «Grind»), Энни Леннокс & Род Стюарт («If We Fall in Love Tonight»), Van Halen («Humans Being» and «Fire in the Hole») и другие. Самая большая коллекция его работ находится в коллекциях Уиттлифа при Государственном Университете Техаса в Сан-Маркос.